# Teófilo Chantre
Teófilo Chantre (n. 1964) es un músico de Cabo Verde, primeramente ganando atención por su colaboración con la cantante Cesaría Évora que duró décadas, y tiempo después por sus propias grabaciones.

## Vida
Nació en la isla de São Nicolau, creciendo con sus abuelos en la Isla de São Vicente después de que sus padres partieron para encontrar trabajo en Europa, una situación común en el país. Su padre terminó en Róterdam y su madre se estableció en Paris después de una estancia en Hamburgo. Se mudó para vivir con su madre a la edad de 14 años, pero extrañaba a su abuelos, lo que le llevó a encariñarse con el término "saudade", el cual es la palabra en portugués para "anhelar", la que por su parte tiene mucha presencia en la música de Cabo Verde. Aprendió a tocar la guitarra a la edad de 16 años y aún continúa viviendo en Francia.

## Carrera
Chantre primero fue reconocido por su trabajo en la composición de canciones para la cantante de Cabo Verde, Cesária Évora, a quien conoció en París en los años noventa, después de un concierto en el que ambos participaron. "Poco después, su productor me pidió escribir para ella.", dijo Chantre Él fue responsable de tres pistas en su álbum Miss Perfumado, las cuales le trajeron fama a Évora e hicieron popular a la música de Cabo Verde. Esto lo convirtió en uno de los compositores favoritos de Évora, por lo cual trabajó con ella durante décadas.
También ha colaborado con otros artistas, como el cantante de Angola Bonga, el guitarrista Bau, el bajista José Paris, el compositor Amandio Cabral y su padre, Vitorino Chantre, con quien escribió varias canciones.
Chantre también escribió la letra para la canción Ausencia, con música por parte del compositor de los Balcanes, Goran Bregovic, (cantada por Évora), para la película Underground, la cual ganó el premio Palm d’Or en el Festival de Cannes.
Su trabajo ha encontrado popularidad en Europa y los Estados Unidos, así como en Cabo Verde. Su banda está compuesta por músicos con los que ha trabajado por años: Jacky Fourniret en el acordeón; Fabrice Thompson en la batería y percusiones; Sébastien Gastine en el contrabajo y bajo eléctrico y Kim Dan Le Oc Mach en el violín. Han hecho giras por Francia y el resto de Europa, presentándose en eventos como el Barakaldo Folk Festival. En el 2014 durante el Festival Internacional Cervantino en México, Chantre la ofreció un tributo a Évora quien falleció en el 2011.

## Estilo musical
Chantre es un cantante, músico, promotor y compositor. La base de sus melodías son del estilo de Cabo Verde, el género morna y el estilo coladero. Además mantiene el uso de instrumentos tradicionales como la guitarra, el cavaquinho (un instrumento de tipo mandolina de Cape Verde), el violín y el piano. Canta en criollo caboverdiano, portugués y francés. Lo que distingue al trabajo de Chantre es la influencia de su amor por la música cubana y brasileña. El género brasileño Bossa nova y la Charanga cubana pueden escucharse en sus producciones, especialmente en la voz y cuerdas respectivamente. Otras influencias incluyen el bolero, el blues y el jazz.
Líricamente, el concepto de saudade (portugués para anhelar el pasado o el hogar) es dominante, un tema común en la cultura de Cabo Verde. Sin embargo, otros temas aparecen incluyendo las dificultades de la vida, así como algunas emociones más felices.

## Discografía
Los primeros álbumes de Chantre no recibieron mucha atención, pero el lanzamiento del álbum "Azulando" en el 2004 lo hizo un artista consagrado por sí solo.
- Terra & Cretcheu (1993)
- Di Alma (1997)
- Rodatempo (2000)
- Live (2002)
- Azulando (2004)
- Metissage (2013)